# Сабор светих српских просветитеља и учитеља
На овај дан Српска православна црква врши спомен неколико архиепископа и патријараха: Свети Сава, први српски архиепископ назван равноапостолним; Арсеније I Сремац, наследник Св. Саве, велики јерарх и чудотворац; Сава II, син првовенчаног краља Стефана, живео у Јерусалиму подуже време, назива се „сличан Мојсеју у кротости”; Никодим I Пећки, подвизавао се у Светој гори и био игуман Хилендарски, по том архиепископ „све српске и поморске земље” ; Свети Јоаникије II, најпре архиепископ, а од 1346. патријарх, преминуо 1349; Јефрем, подвижник, изабран преко своје воље за патријарха у време кнеза Лазара 1376, и крунисао Лазара, затим се отказао престола патријаршијског и повукао се у самоћу; Спиридон, наследник Јефремов, скончао 1388; Макарије, обновио многе старе задужбине, штампао црквене књиге у Скадру, Венецији, Београду и на другим местима, подигао чувену трпезарију при Пећком манастиру, и много урадио на унапређењу цркве уз припомоћ свога брата, великог везира Мехмеда Соколовића, умро је 1574; Гаврило, по роду племић од Рајића, учествовао у Московском сабору при патријарху Никону, због чега буде од Турака истјазаван за велеиздају и обешен 1656. године. Уз ове још се помињу Јевстатије, Јаков, Данило, Сава III, Григорије II епископ рашки, Кирило I, Јован, Максим и Никон. Многи од њих су се подвизавали у Светој гори.
Православна црква их слави 30. августа по јулијанском календару (12. септембар по грегоријанском).